# Alticka

## Bildgalleri

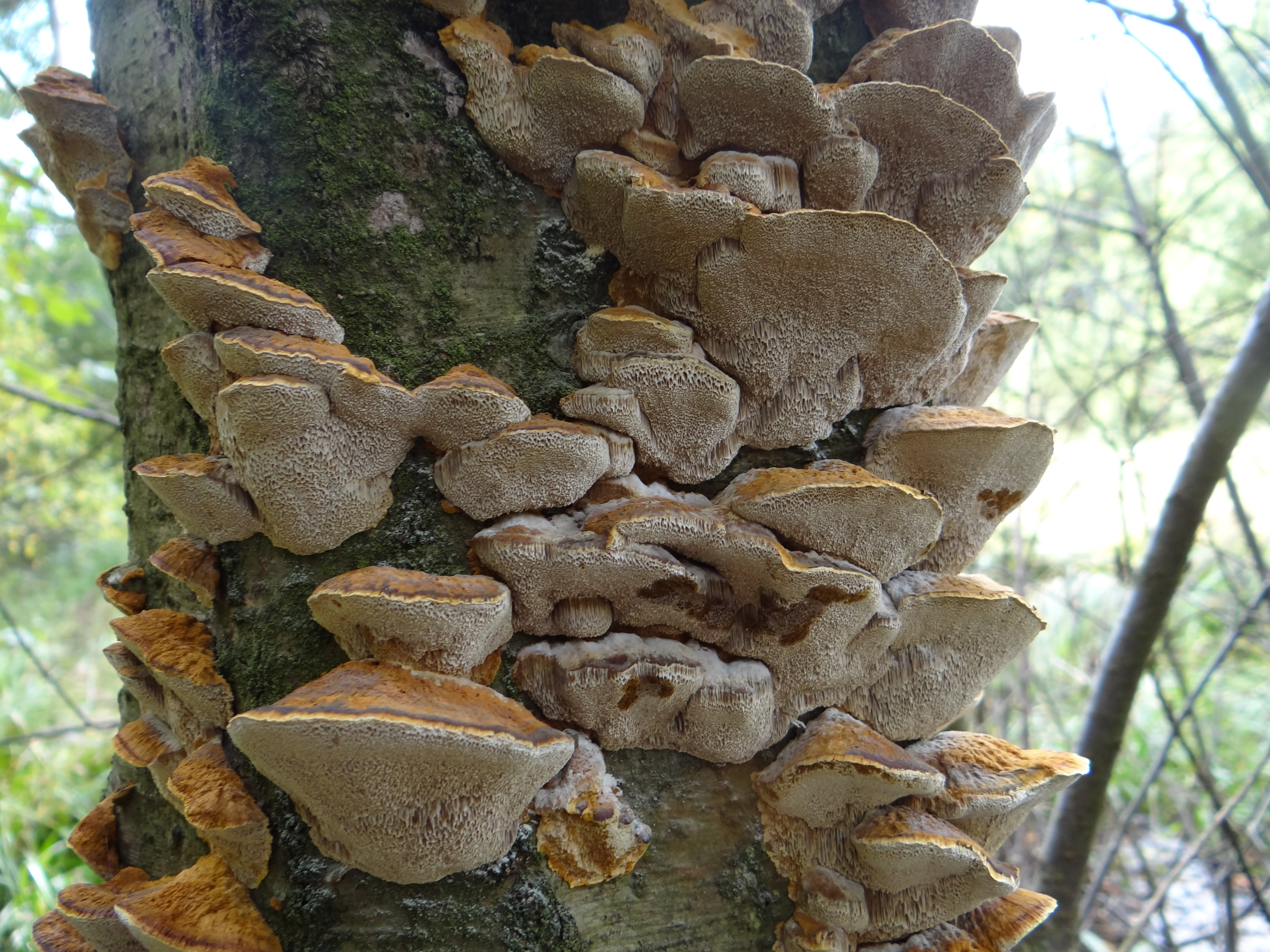
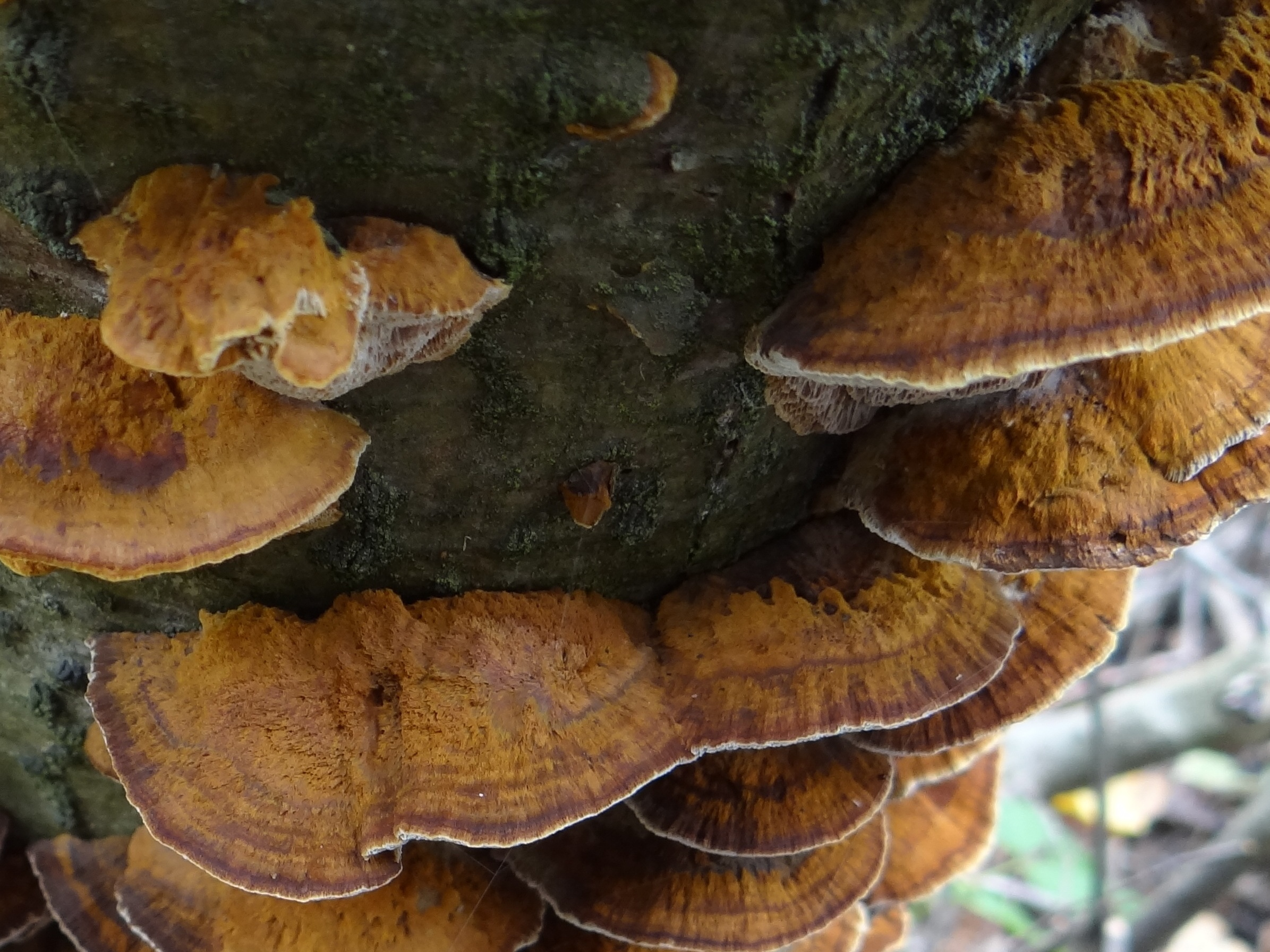

Alticka (Inonotus radiatus) är en svampart som först beskrevs av James Sowerby, och fick sitt nu gällande namn av Petter Adolf Karsten 1881. Alticka ingår i släktet Inonotus och familjen Hymenochaetaceae.  Arten är reproducerande i Sverige. Inga underarter finns listade i Catalogue of Life.